# Espagnol des États-Unis
La langue espagnole est parlée par une minorité plus que notable aux États-Unis. Selon les données du recensement américain, ils sont 42 millions de locuteurs natifs (Américains qui parlent l'espagnol dans leur vie privée). Si l'on considère les locuteurs de deuxième langue, ce chiffre pourrait atteindre 57 millions, ce qui fait des États-Unis le deuxième pays le plus hispanophone au monde, derrière le Mexique. Il s’agit de la langue romane la plus parlée ainsi que la seconde langue la plus parlée juste derrière l’anglais.
Les États-Unis sont le pays qui compte le plus grand nombre d'hispanophones lorsque l'espagnol n'est pas une langue officielle ou de facto. La région du nord du Nouveau-Mexique et du sud du Colorado est la seule du pays où la population hispanophone a formé des communautés ininterrompues depuis avant l'annexion aux États-Unis. Au Nouveau-Mexique, l'espagnol est l'un des principaux traits distinctifs de la personnalité culturelle de l'État.
De nombreuses institutions ont fait du bilinguisme (anglais-espagnol) une norme sur leurs sites web officiels, comme le gouvernement, le FBI, Medicare et la Bibliothèque nationale de médecine. L'Académie nord-américaine de la langue espagnole (Academia Norteamericana de la Lengua Española) est considérée comme l'une des institutions les plus influentes dans les normes contemporaines de la langue espagnole, ; elle est fondée en 1973, et est basée à New York. Sur l'île de Porto Rico (une dépendance des États-Unis), la langue espagnole est réglementée par l'Académie portoricaine de la langue espagnole (Academia Puertorriqueña de la Lengua Española).

## Histoire

### Période de la vice-royauté espagnole

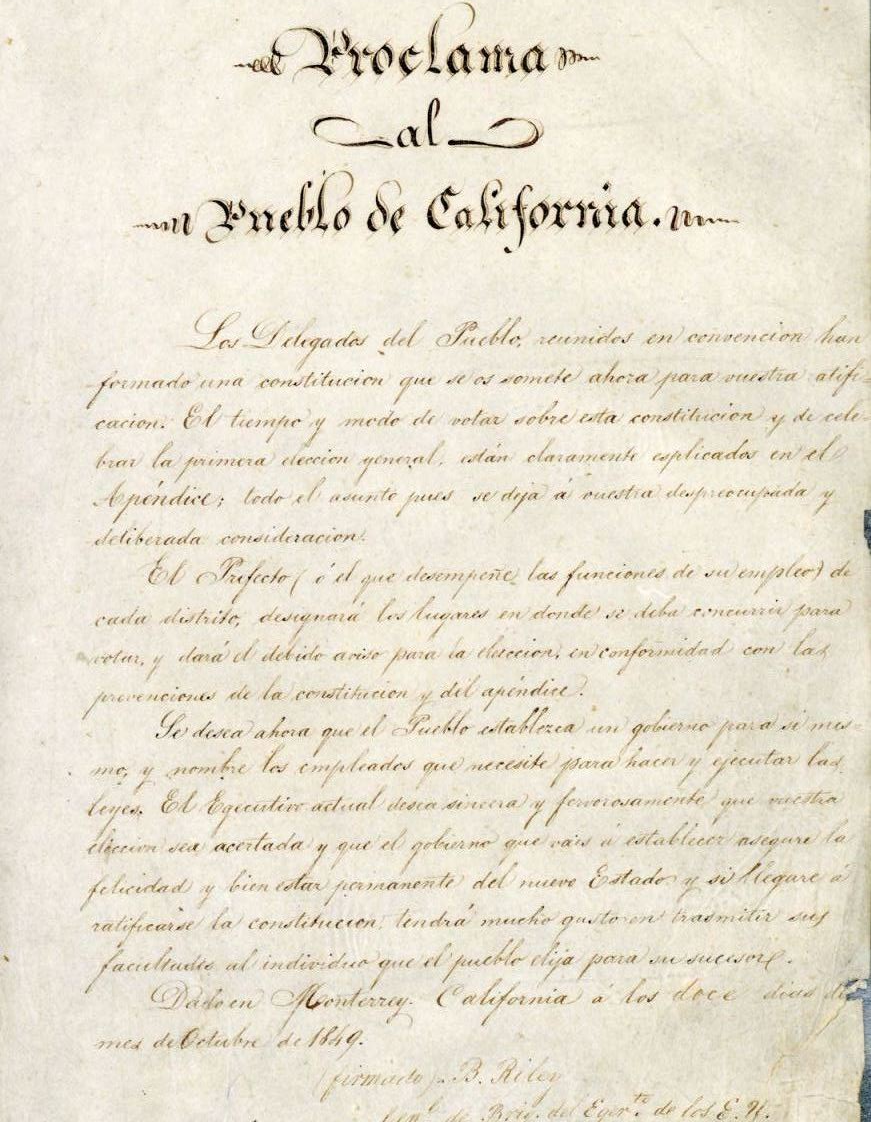
La Constitution de la Californie a été rédigée en espagnol (cette image) et en anglais en 1849, reflétant l'importance de l'espagnol dans l'histoire et l'identité de la Californie.

Juan Ponce de León (Santervás de Campos, Valladolid, Espagne) fut l'un des premiers Européens à arriver dans ce qui est aujourd'hui les États-Unis. Il a découvert la Floride, à laquelle il a donné son nom actuel.
La langue espagnole est présente sur le territoire des États-Unis depuis le XVIe siècle. En 1513, Juan Ponce de León a fait partie de la première grande expédition castillane qui a visité plusieurs endroits des États-Unis actuels, et c'est à lui que l'on doit la première grande exploration de la Floride. La ville la plus ancienne de tout le territoire des États-Unis en 1898 (guerre hispano-américaine) est San Juan, la capitale de Porto Rico, dont Juan Ponce de León a été le premier gouverneur.
En 1565, Pedro Menéndez de Avilés fonda Saint Augustine, en Floride, la plus ancienne ville européenne continuellement occupée sur le territoire continental des États-Unis. Le texte de la première grammaire espagnole aux États-Unis est paru en Géorgie en 1658.

### Guerre américano-mexicaine
Après la guerre américano-mexicaine (1846-1848), le Mexique a perdu plus de la moitié de son territoire, qui a été annexé aux États-Unis, y compris des parties des États modernes du Texas, du Colorado, de l'Arizona, du Nouveau-Mexique et du Wyoming, ainsi que l'ensemble de la Californie, du Nevada et de l'Utah. Par la suite, les milliers de Mexicains résidant dans ces territoires ont acquis la citoyenneté américaine. Le traité de Guadalupe Hidalgo (1848) ne fait aucune référence explicite aux droits de la langue espagnole. La première constitution de la Californie a adopté une reconnaissance importante des droits des hispanophones : « Toutes les lois, décrets, règlements et dispositions émanant de l'un des trois pouvoirs suprêmes de cet État et qui, de par leur nature, nécessitent une publication, seront publiés en anglais et en espagnol. »

### Période contemporaine
L'espagnol est parlé dans le nord du Nouveau-Mexique, le sud du Colorado et le long de la frontière mexicaine depuis le XVIIe siècle.
L'anglais est traditionnellement utilisé au Texas, mais l'État n'a pas de langue officielle. Le Texas a hérité d'une population hispanique à la suite de la guerre américano-mexicaine et connaît un afflux constant de Mexicains et d'autres immigrants hispanophones. Le gouvernement, par le biais de la section 2054.116 du code gouvernemental, exige que les agences de l'État fournissent des informations en espagnol sur leurs sites web.
Depuis 1999, l'espagnol est officiel au même titre que l'anglais dans la ville d'El Cenizo, dans le comté de Webb, au Texas, une étape importante dans l'histoire américaine, devenant un symbole dans la lutte pour la reconnaissance officielle de la langue espagnole au Texas. Un événement important a conditionné cette décision, l'arrivée massive d'immigrants de l'autre côté de la frontière mexicaine.

## Statistiques

### Connaissance et usage de l'espagnol
Selon les données du recensement américain pour l'année 2022, il y a 42 millions d'hispanophones qui peuvent être considérés comme natifs. Plus précisément, 42 032 538 personnes âgées de plus de cinq ans parlent l'espagnol dans leur vie privée en 2022, ce qui équivaut à 13 % de la population totale des États-Unis. Toutefois, le recensement ne précise pas les autres locuteurs de l'espagnol en tant que deuxième langue, ni les degrés de maîtrise de la langue, et selon cette source, la même année, il y avait 63 553 639 Hispaniques sur un total de 333,3 millions, soit 19 %, sans compter la population de Porto Rico. En outre, une partie des 7,7 millions d'Hispaniques sans papiers n'est pas prise en compte dans le recensement, et 2,8 millions d'hispanophones ne sont pas considérés comme hispaniques. D'autre part, selon les estimations de l'Institut Cervantes, il y a plus de 8 millions d'étudiants en espagnol. En tenant compte de toutes ces données, et selon cette dernière source, on estime qu'il y a environ 15 millions de locuteurs de l'espagnol en tant que deuxième langue, dont la maîtrise est supposée limitée, ce qui ferait un total de 57 millions de locuteurs.
Malgré la perte de générations d'hispanophones parmi les Hispaniques, les études du bureau du recensement des États-Unis montrent qu'il y a de plus en plus de locuteurs natifs de l'espagnol aux États-Unis, puisqu'il y avait 17,3 millions de locuteurs natifs (8 %) en 1990, 28,1 millions (11 %) en 2000, 37 millions (13 %) en 2010, et 42 millions (13 %) en 2022.
Une autre étude qui fait référence à un nombre total de locuteurs comme première ou seconde langue, bien qu'elle soit déjà ancienne puisqu'elle date de 2011, est celle du Pew Hispanic Center, qui précise que 82 % des Hispaniques aux États-Unis parlent très bien l'espagnol. De plus, 76 % ont l'espagnol comme langue maternelle, la moitié d'entre eux sont bilingues en espagnol et en anglais, et pour l'autre moitié l'espagnol est dominant. Les 24 % restants ont l'anglais comme langue dominante par rapport à l'espagnol. Cette année-là, le recensement a précisé que 37,6 millions de personnes parlaient l'espagnol dans leur vie privée, dont 2,8 millions de non-hispaniques. Ensuite, 34,8 millions d'Hispaniques parlaient l'espagnol dans leur vie privée.

### Transmission intergénérationnelle de l'espagnol

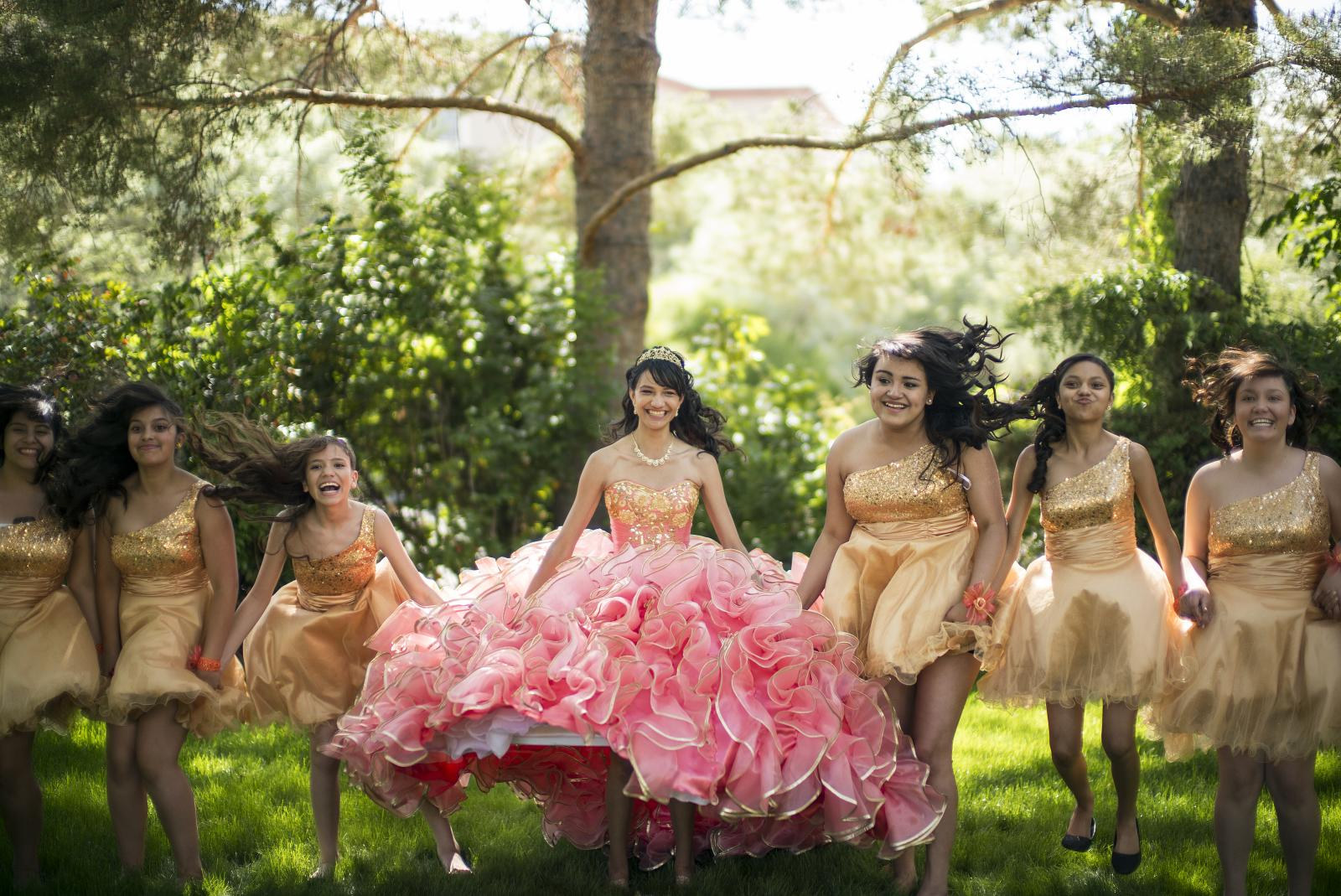
Mexicaines à Santa Fe, Nouveau-Mexique, célébrant une quinceañera. Selon une enquête réalisée en 2015 par le Pew Research Center, des Hispaniques aux États-Unis parlent à leurs enfants en espagnol.

À mesure que la proportion de la population hispanique née aux États-Unis augmente, la transmission de l'espagnol de parent à enfant devient plus importante pour la croissance future de la langue dans le pays. Selon une enquête réalisée en 2015 par le Pew Research Center, 85 % des Hispaniques aux États-Unis déclarent parler à leurs enfants en espagnol. Parmi les immigrés hispaniques, 97 % déclarent parler espagnol à leurs enfants, 71 % pour la deuxième génération et 49 % pour la troisième génération et les générations suivantes. Plus les liens familiaux sont étroits dans le pays d'origine, plus l'utilisation de l'espagnol est maintenue.
70 % des parents hispaniques déclarent encourager leurs enfants à parler espagnol et 90 % des adultes hispaniques indiquent qu'ils parlaient espagnol à la maison lorsqu'ils étaient enfants. La transmission de l'espagnol aux enfants est plus importante dans les familles hispaniques biparentales (92 % des familles) que dans les couples hispaniques/non hispaniques (55 % des familles). Comme on peut s'y attendre dans un pays largement anglophone, la majorité de la population née aux États-Unis parle plus couramment l'anglais que l'espagnol, contrairement à la génération des immigrants, qui parle plus couramment l'espagnol.
Malgré cela, la grande majorité des adultes hispaniques ressentent un lien personnel avec la langue espagnole et souhaitent que cette langue soit utilisée et maintenue en vie dans les générations futures. Quatre-vingt-huit pour cent des adultes hispaniques aux États-Unis estiment qu'il est important que les futures générations hispaniques du pays parlent espagnol.

### Locuteurs de l'espagnol par État
Les États où l'espagnol est le plus parlé à la maison, outre Porto Rico avec plus de 94 %, sont le Texas et la Californie, avec près de 30 %, suivis du Nouveau-Mexique avec un peu plus de 26 %, et du Nevada, de la Floride et de l'Arizona avec des pourcentages supérieurs à 20 %. Le New Jersey et New York dépassent les 14 % et l'Illinois les 13 %.

### Locuteurs espagnols par ville
Dans les 10 villes les plus peuplées des États-Unis, les pourcentages de la population de plus de 5 ans qui parle espagnol à la maison en 2017 sont, à New York 24 %, Los Angeles (43 %), Chicago (24 %), Houston (39 %), à Philadelphie (11 %), Phoenix (31 %), San Antonio (38 %), à San Diego (23 %), Dallas (38 %) et San José (23 %). Parmi les villes les plus hispanophones des États-Unis figurent Santa Ana (69 %), Miami (68 %) et El Paso (67 %). Dans certaines villes, plus de la moitié des habitants sont de langue maternelle espagnole, en Californie dans les villes de Baldwin Park, Downey, El Monte, Fontana, Indio, Norwalk, Ontario, Oxnard, Pomona, Salinas, Santa Maria, Chula Vista et Jurupa Valley, dans le New Jersey dans les villes de Elizabeth et Paterson, et en Floride dans les villes de Kendall et Miami Beach. En chiffres absolus, les villes où l'espagnol est le plus parlé sont : New York, avec environ 2 millions de locuteurs, Los Angeles, avec environ 1,5 million, et Houston, avec environ 1 million. Elles sont suivies par San Antonio et Chicago. Les plus fortes concentrations d'hispanophones se trouvent à East Los Angeles (97 %).
D'autre part, selon le Pew Hispanic Center 76 % des 11,9 millions d'immigrants sans papiers aux États-Unis sont hispaniques (9 millions), dont certains n'ont pas encore été enregistrés dans le recensement.
Il convient également de noter qu'il y a 7,8 millions d'étudiants en espagnol aux États-Unis dont beaucoup ne sont pas d'origine hispanique.
Au total, le nombre de locuteurs de l'espagnol comme première ou seconde langue, ou comme langue étrangère, pourrait atteindre 50 millions de personnes, ce qui représente plus de 15 % de la population américaine.

### Population hispanique par État

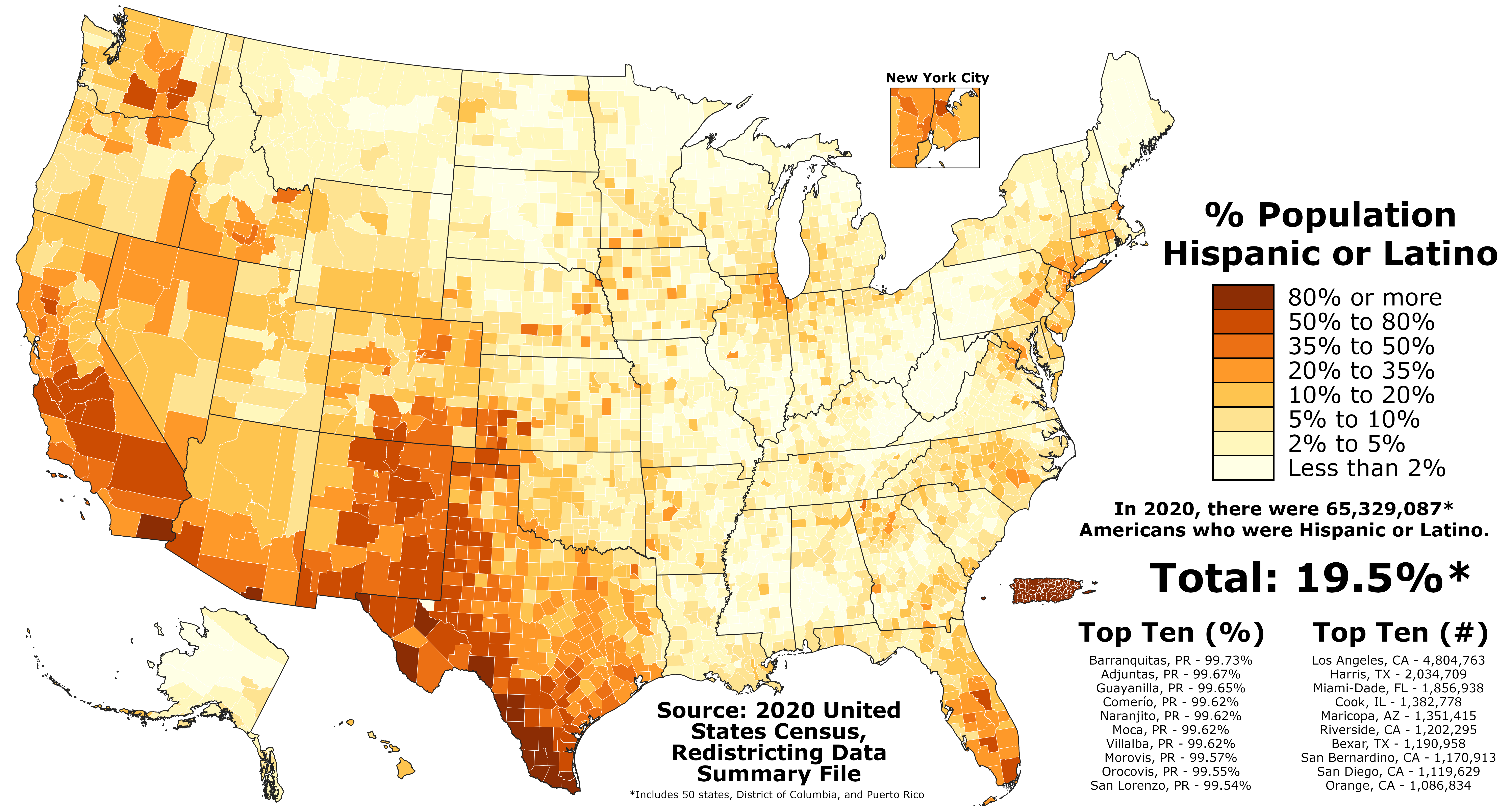
Proportion d'Hispaniques dans chaque comté des cinquante États, du district de Columbia et de Porto Rico selon le recensement américain de 2020.

Le tableau suivant contient des données issues du recensement américain de 2010. Il convient de noter que toute la population hispanique des États-Unis ne parle pas espagnol. Ce tableau indique le nombre d'Hispaniques, et non de locuteurs de l'espagnol.
| État / territoire    | Démographie                 | %      | Pourcentage 2000-2010 |
| -------------------- | --------------------------- | ------ | --------------------- |
| Porto Rico (PR)      | 3 688 455                   | 99 %   | −2 %                  |
| Nouveau-Mexique      | 953 403                     | 48 %   | 25 %                  |
| Californie           | 14 013 719                  | 39 %   | 28 %                  |
| Texas                | 9 460 921                   | 38 %   | 42 %                  |
| Arizona              | 1 895 149                   | 31 %   | 46 %                  |
| Nevada               | 716 501                     | 27 %   | 82 %                  |
| Floride              | 4 223 806                   | 23 %   | 57 %                  |
| Colorado             | 1 038 687                   | 21 %   | 41 %                  |
| New Jersey           | 1 555 144                   | 18 %   | 39 %                  |
| New York             | 3 416 922                   | 18 %   | 19 %                  |
| Illinois             | 2 027 578                   | 16 %   | 33 %                  |
| Connecticut          | 479 087                     | 13 %   | 50 %                  |
| Utah                 | 358 340                     | 13 %   | 78 %                  |
| Rhode Island         | 130 655                     | 12,4 % | 44 %                  |
| Oregon               | 450 062                     | 11,7 % | 64 %                  |
| Idaho                | 175 901                     | 11,2 % | 73 %                  |
| Washington           | 755 790                     | 11 %   | 71 %                  |
| Kansas               | 300 042                     | 11 %   | 59 %                  |
| Massachusetts        | 627 654                     | 10 %   | 46 %                  |
| Nebraska             | 167 405                     | 9 %    | 77 %                  |
| District du Columbia | 54 749                      | 9 %    | 22 %                  |
| Oklahoma             | 332 007                     | 9 %    | 85 %                  |
| Wyoming              | 50 231                      | 9 %    | 59 %                  |
| Hawaï                | 120 842                     | 9 %    | 38 %                  |
| Géorgie              | 853 689                     | 9 %    | 96 %                  |
| Caroline du Nord     | 800 120                     | 8 %    | 111 %                 |
| Delaware             | 73 221                      | 8 %    | 96 %                  |
| Maryland             | 470 632                     | 8 %    | 107 %                 |
| Arkansas             | 186 050                     | 6 %    | 114 %                 |
| Indiana              | 389 707                     | 6 %    | 82 %                  |
| Wisconsin            | 336 056                     | 6 %    | 74 %                  |
| Pennsylvanie         | 719 660                     | 6 %    | 83 %                  |
| Alaska               | 39 249                      | 5,5 %  | 52 %                  |
| Caroline du Sud      | 235 682                     | 5 %    | 148 %                 |
| Iowa                 | 151 544                     | 5 %    | 84 %                  |
| Virginie             | 631 825                     | 5 %    | 92 %                  |
| Minnesota            | 250 258                     | 5 %    | 76 %                  |
| Tennessee            | 290 059                     | 5 %    | 134 %                 |
| Michigan             | 436 358                     | 4 %    | 35 %                  |
| Louisiane            | 192 560                     | 4 %    | 79 %                  |
| Alabama              | 185 602                     | 4 %    | 145 %                 |
| Missouri             | 212 470                     | 4 %    | 79 %                  |
| Ohio                 | 354 674                     | 3 %    | 63 %                  |
| Kentucky             | 132 836                     | 3 %    | 122 %                 |
| Montana              | 28 565                      | 3 %    | 58 %                  |
| New Hampshire        | 36 704                      | 3 %    | 79 %                  |
| Dakota du Sud        | 22 119                      | 3 %    | 103 %                 |
| Mississippi          | 81 481                      | 3 %    | 106 %                 |
| Dakota du Nord       | 13 467                      | 2 %    | 73 %                  |
| Vermont              | 9 208                       | 2 %    | 67 %                  |
| Maine                | 16 935                      | 1 %    | 81 %                  |
| Virginie-Occidentale | 22 268                      | 1 %    | 81 %                  |
| Total                | 50 477 594 54 166 049 (+PR) | 16 %   | 43 %                  |